# Rhinichthys
Rhinichthys är ett släkte av fiskar som ingår i familjen karpfiskar.
Kladogram enligt Catalogue of Life:
| Rhinichthys | \| \| Rhinichthys atratulus \| \| \| \| \| \| Rhinichthys cataractae \| \| \| \| \| \| Rhinichthys cobitis \| \| \| \| \| \| Rhinichthys deaconi \| \| \| \| \| \| Rhinichthys evermanni \| \| \| \| \| \| Rhinichthys falcatus \| \| \| \| \| \| Rhinichthys obtusus \| \| \| \| \| \| Rhinichthys osculus \| \| \| \| \| \| Rhinichthys umatilla \| \| \| \| |
|             | \| \| Rhinichthys atratulus \| \| \| \| \| \| Rhinichthys cataractae \| \| \| \| \| \| Rhinichthys cobitis \| \| \| \| \| \| Rhinichthys deaconi \| \| \| \| \| \| Rhinichthys evermanni \| \| \| \| \| \| Rhinichthys falcatus \| \| \| \| \| \| Rhinichthys obtusus \| \| \| \| \| \| Rhinichthys osculus \| \| \| \| \| \| Rhinichthys umatilla \| \| \| \| |
|             | Rhinichthys atratulus |
|             | |
|             | Rhinichthys cataractae |
|             | |
|             | Rhinichthys cobitis |
|             | |
|             | Rhinichthys deaconi |
|             | |
|             | Rhinichthys evermanni |
|             | |
|             | Rhinichthys falcatus |
|             | |
|             | Rhinichthys obtusus |
|             | |
|             | Rhinichthys osculus |
|             | |
|             | Rhinichthys umatilla |
|             | |